# ЗДП (запал)
ЗДП — серія радянських запалів уповільненої дії. За зовнішнім виглядом, габаритними параметрами та закупорюванням відповідають запалу МД-2.

## Конструкція
Будь-який запал серії ЗДП конструктивно являє собою ніпель з запресованим сповільнювачем у каналі, на одному кінці якого встановлений капсуль-детонатор № 8А, а на іншому - капсуль-запальник КВ-11а. Принцип дії: при наколюванні капсуля-запальника жалом ударника відбувається займання накольної суміші КВ-11а, яка по каналу в ніпелі запала з деякою затримкою ініціює підрив капсуля-детонатора.

## Варіанти
| Тип запалу | Кількість зрізів на ніпель | Середній час уповільнення, сек |
| ---------- | -------------------------- | ------------------------------ |
| ЗДП-1      | 1                          | 1,0                            |
| ЗДП-2      | 2                          | 1,6                            |
| ЗДП-3      | 3                          | 2,5                            |